# 海倫娜 (加利福尼亞州)
海倫娜（英語：Helena）是位於美國加利福尼亞州三一縣的一個非建制地區。該地的面積和人口皆未知。

## 地理
海倫娜的座標為40°46′25″N 123°07′42″W / 40.77361°N 123.12833°W，而該地的平均海拔高度為424米（即1391英尺）。